# Trichomycterus piurae
Trichomycterus piurae är en fiskart som först beskrevs av Eigenmann 1922.  Trichomycterus piurae ingår i släktet Trichomycterus och familjen Trichomycteridae. Inga underarter finns listade i Catalogue of Life.